# Impressionnisme américain
L'impressionnisme américain est un mouvement pictural qui s'inspire de l'impressionnisme français, à la fin du XIXe siècle et au début du XXe siècle. L'impressionnisme est notamment caractérisé par une tendance à noter les impressions fugitives à mobilité des phénomènes plutôt que l'aspect stable et conceptuel des choses.

## Généralités
L'impressionnisme apparut en France dans les années 1860. Le nouveau style fut mis à l'honneur aux États-Unis grâce à de grandes expositions à Boston et à New York dès les années 1880. Les premiers peintres américains impressionnistes tels que Theodore Robinson visitèrent la France et se lièrent d'amitié avec des artistes comme Claude Monet. 
Des années 1890 aux années 1910, l'impressionnisme américain se développa dans les « colonies d'artistes », c'est-à-dire dans des groupes de peintres vivant ensemble et partageant un même style. Elles se formaient dans de petites villes où le coût de la vie était raisonnable, où les paysages offraient des thèmes pour les tableaux et où les peintres pouvaient trouver une clientèle pour les acheter. La Cos Cob Art Colony (en) et  Old Lyme (Connecticut), situées sur Long Island Sound, New Hope (Pennsylvanie), sur le Delaware ou encore Brown County (Indiana) sont des exemples de ces colonies d'artistes aux États-Unis. Une partie des peintres impressionnistes américains travailla en Californie, notamment à Carmel et Laguna Beach, à New York, à Shinnecock (à l'est de Long Island sous l'influence de William Merritt Chase et à Boston où Edmund Tarbell et Frank Weston Benson devinrent des artistes réputés. Certaines de ces colonies continuèrent d'être actives dans les années 1920. En France, Giverny accueillit autour de Claude Monet des peintres américains entre 1887 et 1914 : Willard Metcalf, Louis Ritter (1854-1892), Theodore Wendel (1859-1932), John Leslie Breck.
Cependant, la peinture impressionniste tomba en désuétude après l'exposition internationale d'art moderne de l'Armory Show, qui s'est tenue à New York en 1913. L'impressionnisme américain connut une renaissance dans les années 1950 lorsque les grands musées américains organisèrent des expositions sur ce style.
Parmi les peintres impressionnistes américains, Mary Cassatt (1844-1926) tient une place particulière : installée en France, elle côtoya les impressionnistes français (Edgar Degas et Claude Monet). Elle est considérée comme la première femme peintre américaine.

## Thèmes
Les impressionnistes américains furent les témoins des changements sociaux et culturels liés à l'urbanisation et à l'industrialisation. Ils peignirent l'agitation de la vie citadine (New York par Childe Hassam) tout comme la sérénité des paysages ruraux (Sargent dans les Cotswolds, Chase à Southampton dans l'État de New York, Twachtman à Greenwich dans le Connecticut). Ils figurèrent des sujets plus intimistes dans des intérieurs tranquilles à l'instar de Mary Cassatt, Edmund Tarbell, Frank Weston Benson.
Parmi les impressionnistes américains, le groupe des dix exerce à New York et adopte des positions esthétiques radicales. Il fut formé par Thomas Wilmer Dewing et Frank Weston Benson en se séparant de la Society of American Artists (en). Weir introduit des ponts modernes, des éléments mécaniques dans ses toiles. Dewing se spécialise dans les scènes d'intérieur qui transpire la solitude ou la mélancolie. Robert Reid ne peint presque que des jeunes femmes dans un beau décor de plantes et de fleurs. 
L'impressionnisme américain se subdivisa en écoles régionales : Edmund Tarbell et Frank Benson participent à la Boston School spécialisée dans la peinture des femmes élégantes en intérieur avec des références à Vermeer. Les autres écoles régionales correspondent aux colonies d'artistes dispersées dans le pays : Hoosier School (Indiana), School of Old Lyme (Connecticut), écoles de Pennsylvanie et de Californie.
Les impressionnistes de la figure décorative représentent des femmes dans des jardins et des nus : ils forment la deuxième génération de peintres américains à Giverny et acquièrent une réputation internationale. On peut citer Parker, Guy Rose, E. Graecen, Louis Ritman, F.C. Frieseke et R.E. Miller.

## Principaux peintres
- J. Ottis Adams
- Lucy Bacon
- John Noble Barlow
- Charles W. Bartlett
- Marilyn Bendell
- Frank Weston Benson
- Johann Berthelsen
- John Elwood Bundy
- Dennis Miller Bunker
- Theodore Earl Butler
- Mary Cassatt
- William Merritt Chase
- Alson S. Clark
- Colin Campbell Cooper
- Paul Cornoyer
- Kenneth R. Cranford
- Joseph DeCamp
- Thomas Wilmer Dewing
- Frank DuMond
- John Joseph Enneking
- Frederick Carl Frieseke
- John Gamble
- Daniel Garber
- Arthur Hill Gilbert
- Edmund Greacen
- Richard Gruelle
- Childe Hassam
- Wilson Irvine
- Albert Henry Krehbiel
- William Langson Lathrop
- Hayley Lever
- Theodore Lukits
- Willard Metcalf
- Robertson Kirtland Mygatt
- George Loftus Noyes
- Leonard Ochtman
- William McGregor Paxton
- Edgar Alwin Payne
- Lilla Cabot Perry
- Edward Willis Redfield
- Granville Redmond
- Robert Reid
- Theodore Robinson
- Guy Rose
- Daniel François Santry
- Sueo Serisawa
- Edward Simmons
- Otto Stark
- T. C. Steele
- Edmund Charles Tarbell
- John Henry Twachtman
- Edward Charles Volkert
- Clark Voorhees
- Marion Wachtel
- J. Alden Weir

## Quelques œuvres

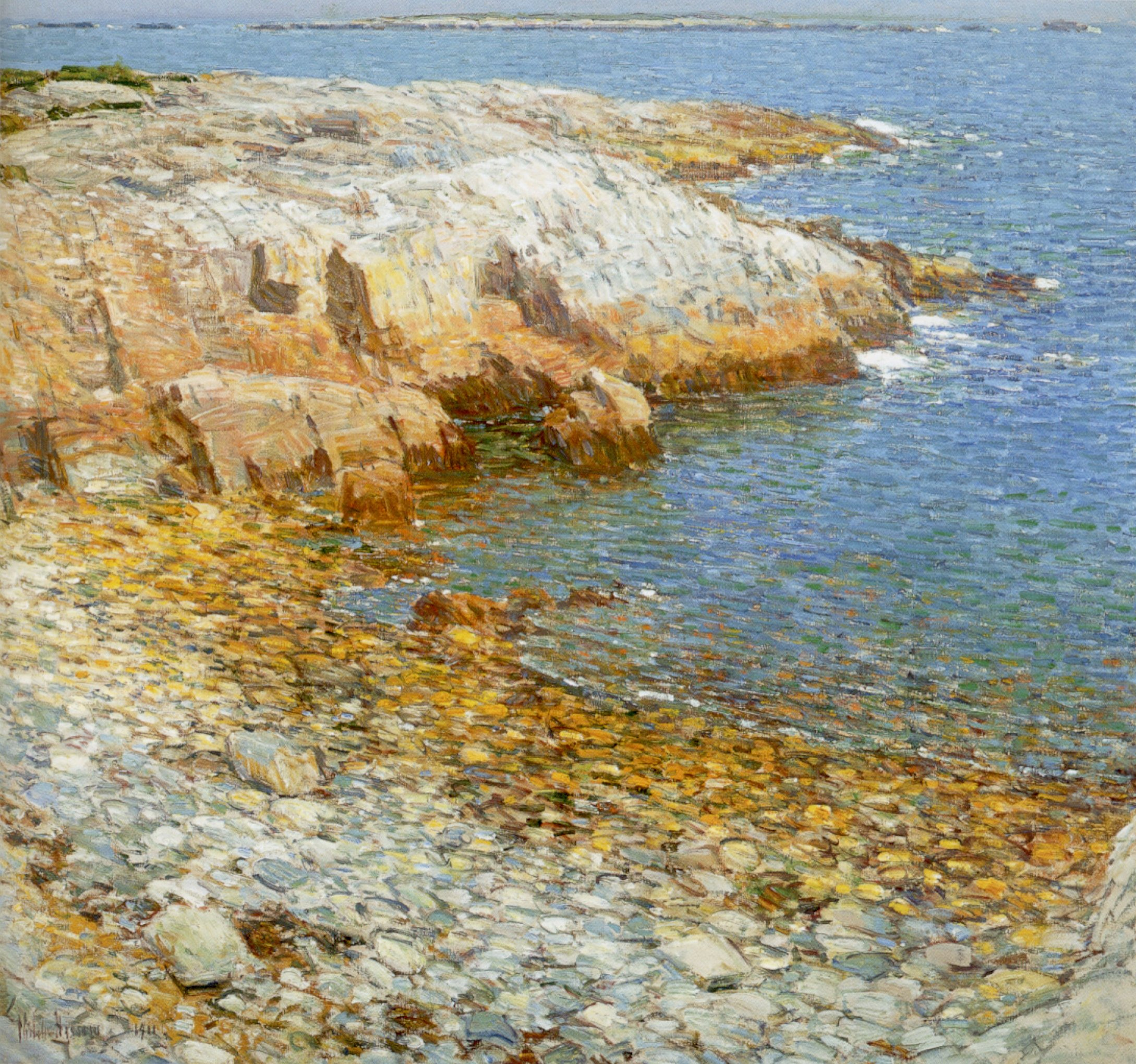
Childe Hassam, Isles of Shoals, Broad Cove, 1901, Honolulu Academy of Arts, Hawaï.
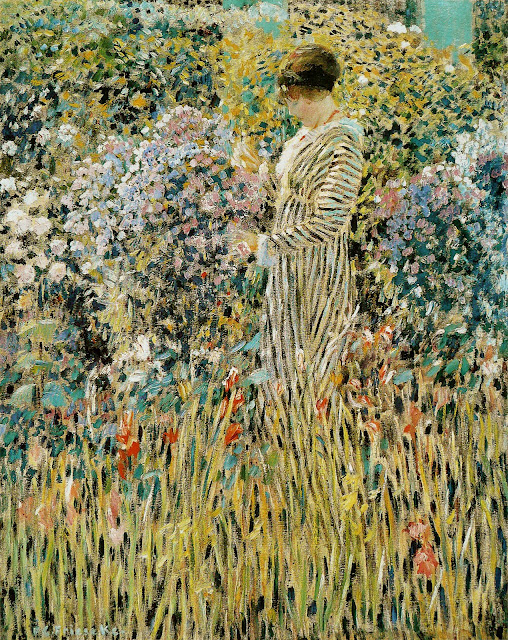
Frederick Carl Frieseke, Femme dans un jardin, 1912, Terra Foundation for American Art, Daniel J. Terra Collection, Chicago.
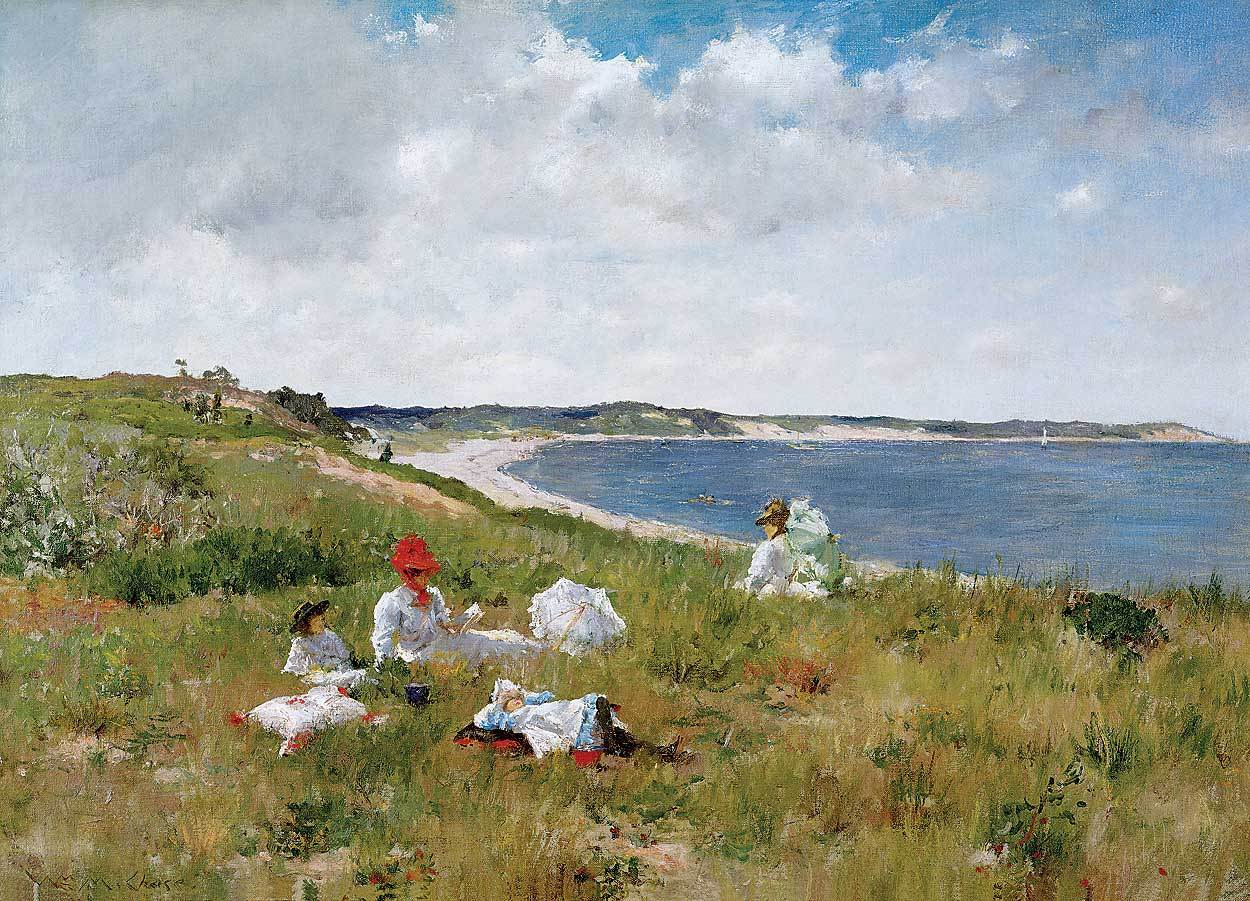
William Merritt Chase, Idle Hours, 1894, musée Amon Carter, Fort Worth (Texas).
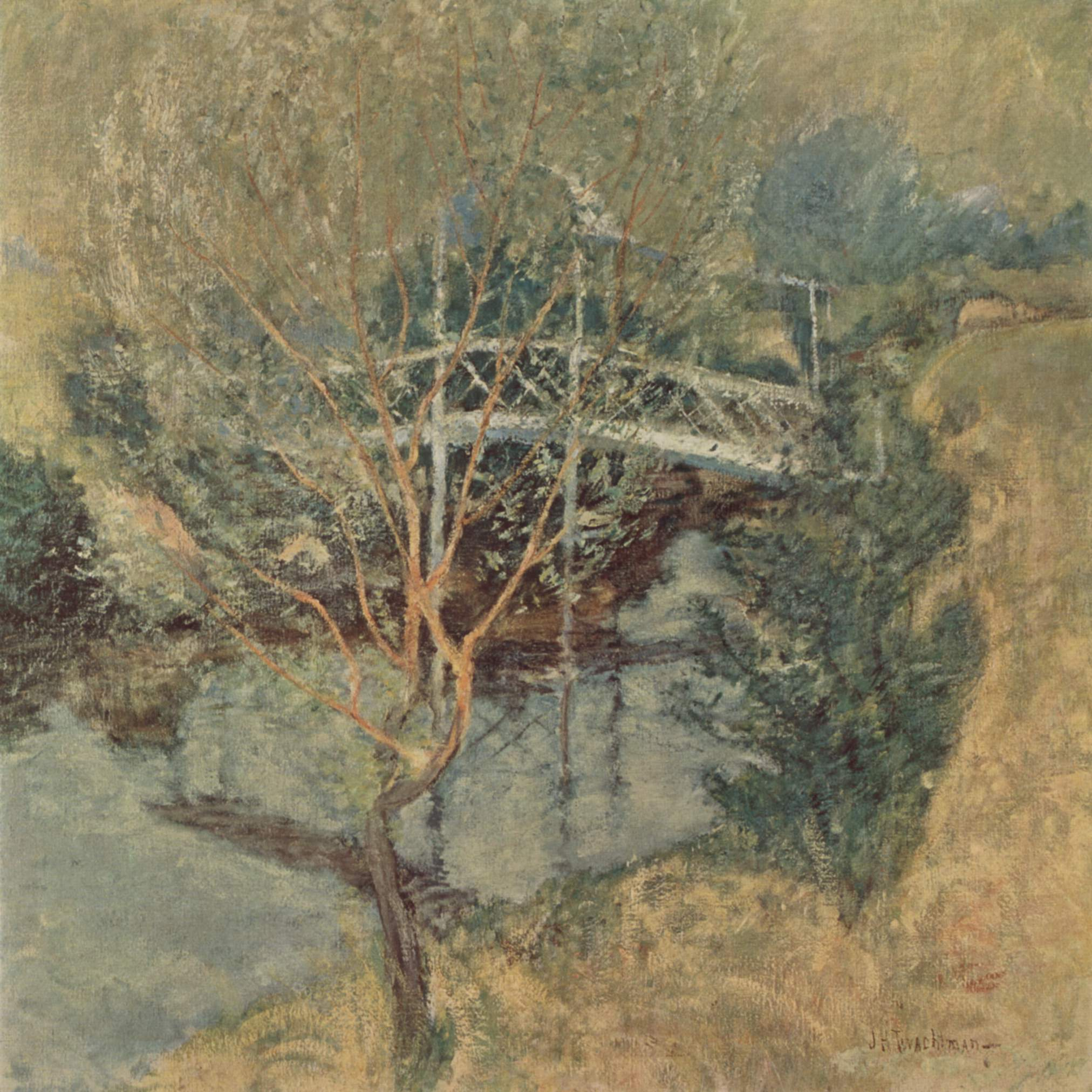
John Henry Twachtman, The White Bridge, vers 1895, Minneapolis Institute of Arts.
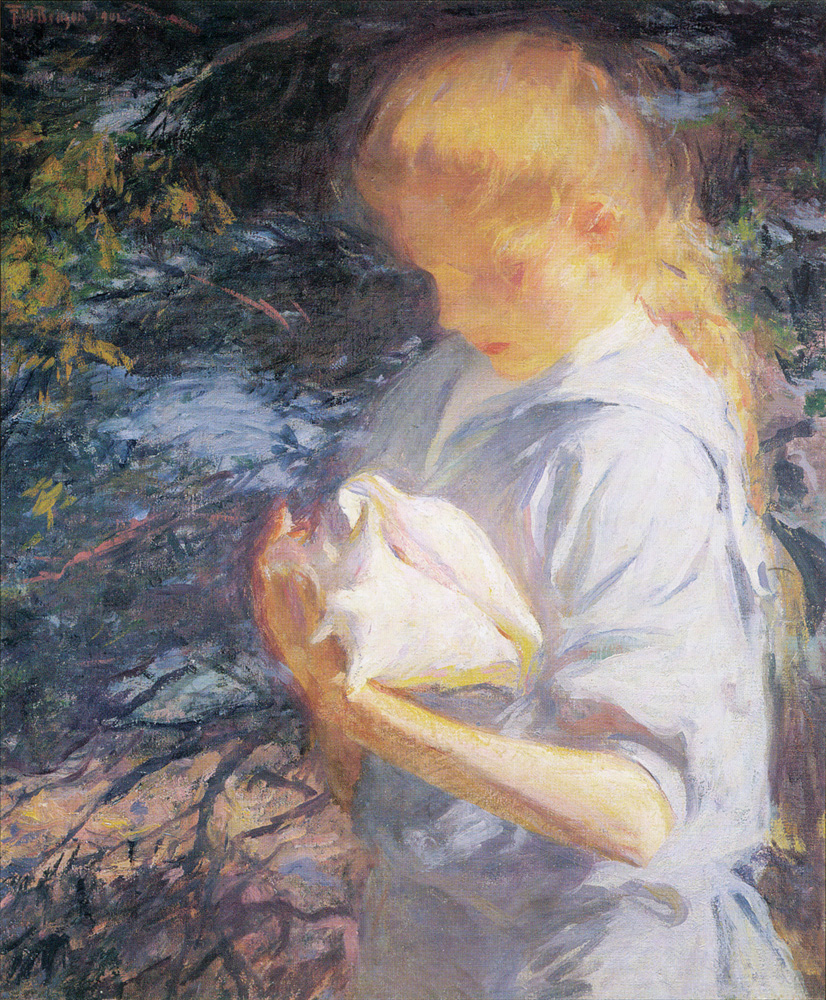
Frank W. Benson, Eleanor Holding a Shell, North Haven (Maine), 1902, collection privée.
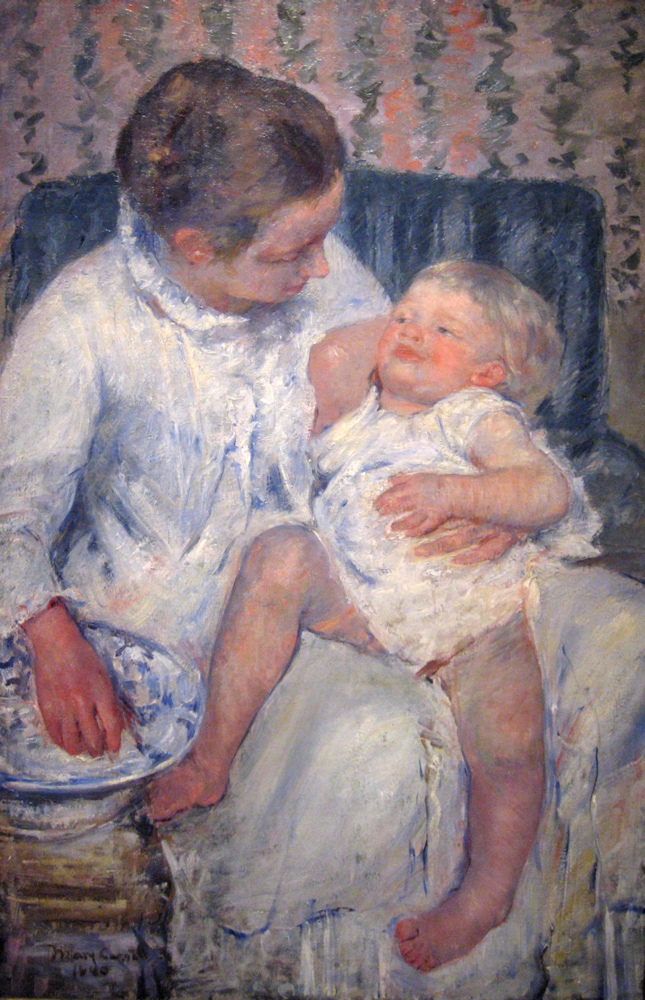
Mary Cassatt, Mother About to Wash Her Sleepy Child, 1880, musée d'art du comté de Los Angeles.
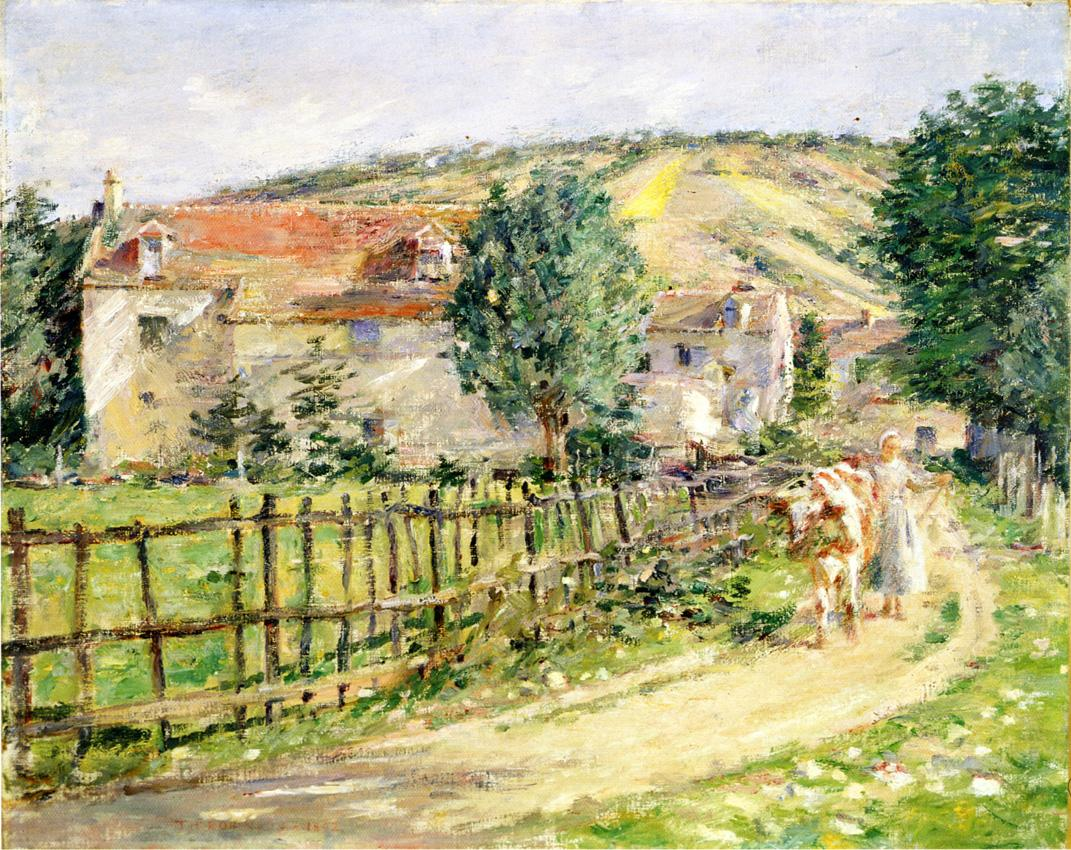
Theodore Robinson, Road by the Mill, 1892, musée d'art de Cincinnati, Cincinnati.
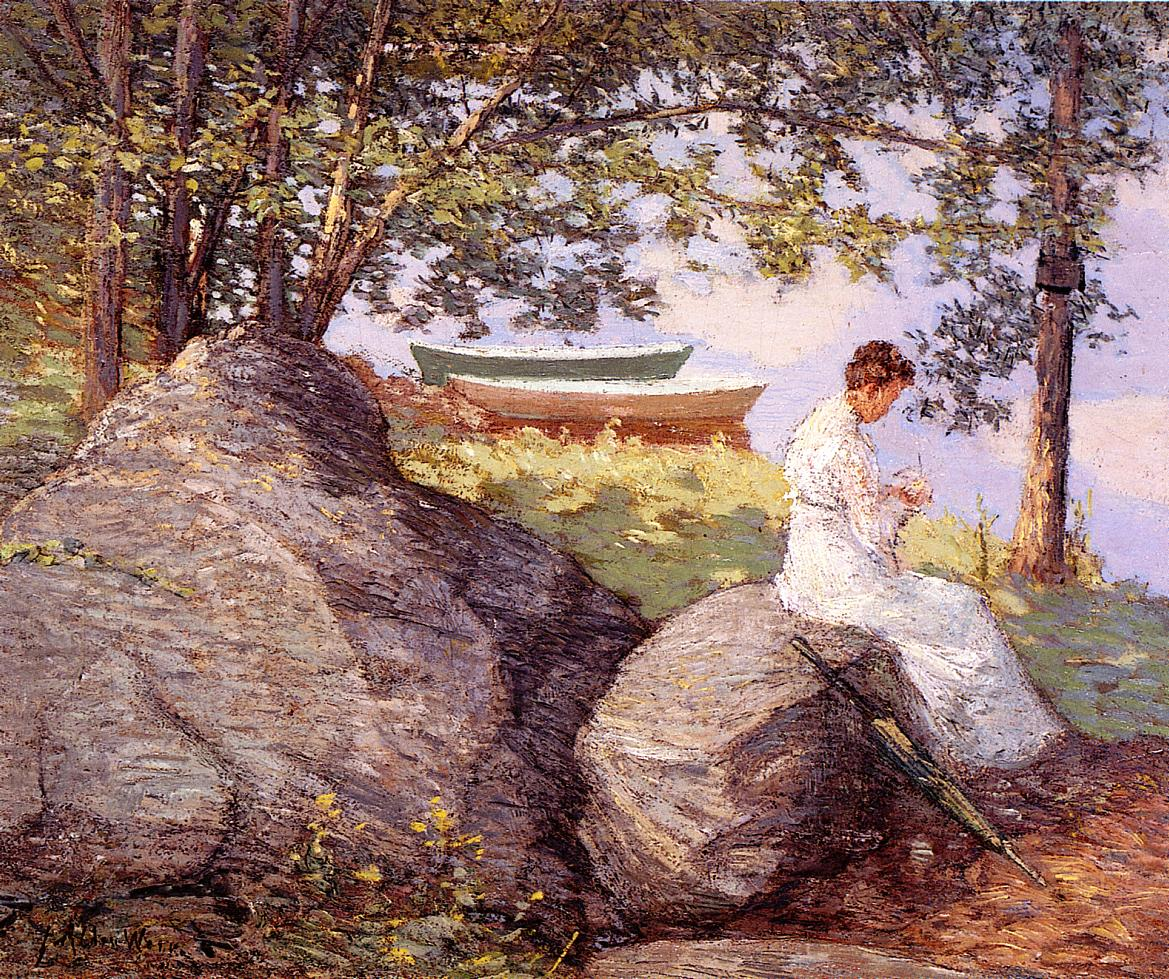
Julian Alden Weir, On the shore, vers 1909, collection privée.